# Чанчула (Алабама)
Чанчула (енгл. Chunchula) насељено је место без административног статуса у америчкој савезној држави Алабама.

## Демографија
По попису из 2010. године број становника је 210.
| Група             | 2000.    | 2010.       |
| Белци             | 0 (0,0%) | 96 (45,7%)  |
| Афроамериканци    | 0 (0,0%) | 109 (51,9%) |
| Азијати           | 0 (0,0%) | 0 (0,0%)    |
| Хиспаноамериканци | 0 (0,0%) | 1 (0,5%)    |
| Укупно            | 0        | 210         |